# De Heilige Driehoek
De Heilige Driehoek is een gebied in Noord-Brabant ten oosten van Oosterhout op de voormalige 'Leijsenakkers' met drie abdijen. 
Deze abdijen zijn:
- Priorij Sint-Catharinadal in het kasteeltje De Blauwe Camer, een Norbertinessenabdij die sinds 1647 daar gevestigd is.
- Onze-Lieve-Vrouweabdij, een Benedictinessenabdij, sinds 1901.
- De Sint-Paulusabdij, een Benedictijnenabdij van 1907 tot 2006, waarna de katholieke gemeenschap Chemin Neuf er een onderkomen vond.

Het westelijk deel van de Leijsenakkers is opgeofferd aan de bebouwing van Oosterhout. De abdijen leverden grond in ten behoeve van industrie en de aanleg van een snelweg. Wat overbleef, is een bufferzone tussen de stedelijke bebouwing en de snelweg. De landbouwbedrijven, tuinen en parkbossen van de abdijen hebben aan dit gebied een grote rijkdom gegeven. Het was het laatste gebied waar de Bolderik voorkwam. Deze stierf in 1965 in Noord-Brabant uit. Een zekere stinsenflora ontwikkelde zich ook in de parkbossen.
Het gebied is een beschermd stadsgebied.